# Road Movies Filmproduktion
Die Road Movies Filmproduktion war das von Wim Wenders gegründete Filmproduktionsunternehmen, das seit 1977 für dessen Projekte als ausführende Produktion agierte. Bis in die 1990er Jahre hinein trat Road Movies als Produzentin von Wenders’ eigenen Filmen auf. Bekannte Filme dieser Zeit sind u. a. Der Himmel über Berlin oder auch Bis ans Ende der Welt. Seit Beginn der 1990er Jahre trat Road Movies auch als Koproduzentin europäischer Produktionen auf. Unter der Federführung von Wenders’ Partner Ulrich Felsberg wurden viele, auch heute noch bekannte Projekte, wie zum Beispiel Bread and Roses oder auch Kick It Like Beckham, mitfinanziert.
Die Ausweitung der Aktivitäten führte dazu, dass aus Road Movies die Road Movies Gruppe wurde, in der sich einzelne Unternehmen um die Rechteauswertung, die Produktion und den Verleih von Filmen kümmerten.
Während der Internet-Euphorie um die Jahrtausendwende entschied sich Wenders, zusammen mit seinem Gesellschafter Ulrich Felsberg, Road Movies an die Das Werk AG zu verkaufen, wofür er im Gegenzug einen zwanzigprozentigen Anteil an Das Werk erhielt.
Nach der Insolvenz von Das Werk im Jahr 2003 saß die gesamte Rechtebibliothek Wenders’ in der Insolvenzmasse von Das Werk fest. Erst nach Abschluss des Insolvenzverfahrens wurden diese Rechte über ein Hamburger Produktionsunternehmen, das einem Freund Wenders’ gehörte, erworben und schließlich an Wenders zurückgegeben.
Road Movies wurde 2008 von Wim Wenders als „Neue Road Movies Filmproduktion“ in Berlin neu gegründet. 2019 wurde der Name wieder in Road Movies geändert.
Mit insgesamt drei abendfüllenden Filmen in 3D ist Road Movies zu einer führenden Kraft in dieser Technik geworden. Durch Wim Wenders’ Installation Two or Three Things I Know About Edward Hopper, die 2020 in der Fondation Beyeler (Riehen/Basel) zu sehen war, wurde diese Kompetenz auch im musealen Bereich unter Beweis gestellt.
Road Movies hat ihren Sitz in Berlin-Mitte, auf einem Gewerbehof in der alten Königsstadt, einer ehemaligen Brauerei aus dem 19. Jahrhundert. Sie teilt ihre Büroräume mit der Wenders Images, dem Fotostudio von Wim und Donata Wenders und der Wim Wenders Stiftung, die ihren Sitz in Düsseldorf hat und einen Teil ihrer Verwaltungsarbeit und die Restaurierung und Digitalisierung des filmischen Werkes von Wim Wenders von Berlin aus betreibt.

## Produzierte Filme
- 1977 – Der amerikanische Freund
- 1978 – Die linkshändige Frau
- 1979 – ...als Diesel geboren
- 1980 – Nick’s Film – Lightning Over Water
- 1980 – Radio On
- 1980 – Die Kinder aus Nr. 67
- 1982 – Der Stand der Dinge
- 1984 – Chinese Boxes
- 1984 – Paris, Texas
- 1984 – Flight to Berlin
- 1986 – Paradies
- 1986 – Der Rosenkönig
- 1987 – Anita – Tänze des Lasters
- 1987 – Der Himmel über Berlin
- 1987 – Eisenerde – Kupferhimmel
- 1988 – Der Passagier – Welcome to Germany
- 1989 – Aufzeichnungen zu Kleidern und Städten
- 1991 – Bis ans Ende der Welt
- 1993 – Die Abwesenheit
- 1993 – Madregilda
- 1993 – In weiter Ferne, so nah!
- 1994 – Lisbon Story
- 1994 – Alta marea
- 1997 – Am Ende der Gewalt
- 1997 – Für immer und immer
- 1998 – Ristiinnaulittu vapaus
- 1998 – Don Juan
- 1999 – Buena Vista Social Club
- 2000 – Princesa
- 2000 – My Generation
- 2000 – Liam
- 2000 – Gangster No. 1
- 2000 – Kubanisch Reisen
- 2000 – Bread and Roses
- 2000 – Nora – Die leidenschaftliche Liebe von James Joyce
- 2000 – The Million Dollar Hotel
- 2001 – Buñuel y la mesa del rey Salomón
- 2001 – The Navigators
- 2001 – Meine beste Freundin
- 2001 – Dead by Monday
- 2002 – Junimond
- 2002 – 24 heures de la vie d’une femme
- 2002 – Ten Minutes Older: The Cello
- 2002 – Sweet Sixteen
- 2002 – Deux
- 2002 – Ten Minutes Older: The Trumpet
- 2002 – Kick It Like Beckham
- 2003 – The Blues
- 2003 – The Soul of a Man
- 2005 – Don’t Come Knocking

### Unter dem NamenNeue Road Movies
- 2008 – Palermo Shooting
- 2010 – If Buildings Could Talk
- 2011 – Pina
- 2011 – Ungerechte Welt
- 2012 – Notes From a Day in the Life of an Architect
- 2013 – Only Lovers Left Alive
- 2013 – Lupu
- 2014 – Kathedralen der Kultur (Digital 3D)
- 2015 – Dirk Ohm
- 2015 – Every Thing Will Be Fine
- 2016 – Die schönen Tage von Aranjuez
- 2017 – Grenzenlos
- 2018 – It Must Schwing – Die Blue Note Story
- 2018 – Papst Franziskus – Ein Mann seines Wortes

### Road Movies(Seit 2019)
- 2020 – A Black Jesus
- 2020 – Two or Three Things I Know About Edward Hopper
- 2021 – Souad
- 2022 – Rondo (short)
- 2023 – An Endless Sunday
- 2023 – Anselm – Das Rauschen der Zeit